# Somebody Ate My Planet
Somebody Ate My Planet es el tercer álbum de estudio de la banda neozelandesa Able Tasmans, lanzado el 12 de agosto de 1992 por Flying Nun Records.

## Lista de canciones[5][6]
1. "Circular"
2. "Fault in the Frog"
3. "School Is No Good for You"
4. "Asian Aphrodisiac Solution"
5. "The Cliff"
6. "Weight of Love"
7. "Sweet State"
8. "Napoleons Last Letter to France"
9. "A Conversation with Mark Byram"
10. "Big Fat"
11. "Not Fair"